# Padillasaurus leivaensis
Padillasaurus leivaensis es la única especie conocida del género extinto Padillasaurus que vivió a principios del período Cretácico, hace aproximadamente entre 130 a 125 millones de años, durante la época del Barremiense, en lo que es hoy Sudamérica. Sus fósiles se han encontrado en estratos del Cretácico Inferior, en la Formación Paja de Colombia. La especie tipo y única conocida es Padillasaurus leivaensis, descrita a partir de un esqueleto axial parcial. Padillasaurus representaría el primer braquiosáurido suramericano que haya sido descubierto y nombrado. Antes de su descubrimiento, se conocía algún material de braquiosáurido de este continente que data del Jurásico, pero este es sumamente fragmentario.

## Descripción
Padillasaurus era un saurópodo de tamaño mediano. Debido a los escasos restos hallados es difícil determinar cual habría sido su tamaño corporal, aunque pudo haber tenido entre 16 a 18 metros de longitud y pesar cerca de 10 toneladas.
Padillasaurus se distingue entre otros titanosauriformes por tener vértebras caudales apenas expandidas hacia los lados, las cuales muestran proyecciones laterales divididas.  La especie muestra algunos rasgos básicos típicos de los titanosauriformes: la vértebra es opistocélica: con una sección frontal convexa y la posterior cóncava. Los bordes muestran grandes pleurocelos, procesos neumáticos que se conectaban al interior hueco del cuerpo de la vértebra, los cuales consistían en varias cavidades huecas. La espina además tenía una lámina adicional entre la diapófisis y el cuerpo de la vértebra. Las vértebras caudales anteriores son aplanadas o levemente cóncavas desde el frente y por detrás, o viceversa. Sus arcos neurales se posicionan relativamente hacia adelante. Estos tienen largas crestas que corren entre las protuberancias de la articulación del frente y el cuerpo de la vértebra. Las proyecciones laterales se orientan de forma oblicua hacia atrás y tienen una convexidad en la zona inferior. Las vértebras caudales tienen una altura equivalente a la mitad de su ancho.

## Descubrimiento e investigación
Los fósiles fueron hallados por campesinos locales en un nódulo de caliza durante la década de 1990 en Ricaurte, al noreste de Villa de Leyva. Se desconoce el sitio exacto de su hallazgo, pero la matriz rocosa que rodeaba a los fósiles contenía amonitas pertenecientes a las especies Gerhardtia galeatoides y Lytoceras sp., que permitieron establecer que procedía de la zona media de la Formación Paja, la cual data de finales del Barremiense, hace alrededor de 130 millones de años. Los fósiles consisten en una vértebras del tronco, el sacro y la cola, presumiblemente de un único individuo. A este espécimen holotipo se le asignó el número de catálogo JACVM 0001, e incluye  una vértebra dorsal posterior, y una serie formada por las dos últimas vértebras sacrales y las primeras ocho caudales, estas últimas sin sus cheurones. Las sacrales fueron identificadas como la cuarta y quinta. Este fósil fue donado por los campesinos y se convirtió en parte de la colección del museo de la Junta de Acción Comunal de la Vereda de Monquirá. Padillasaurus fue descrito y nombrado originalmente por José L. Carballido, Diego Pol, Mary L. Parra Ruge, Santiago Padilla Bernal, María E. Páramo-Fonseca y Fernando Etayo-Serna en 2015. El nombre del género es un homenaje a Carlos Bernardo Padilla, el fundador del Centro de Investigaciones Paleontológicas en Villa de Leyva en Colombia. Las vértebras del ejemplar holotipo fueron halladas cerca de la localidad de Villa de Leyva, a la cual alude el nombre de la especie, "leivaensis".

## Clasificación
Padillasaurus fue situado originalmente en la familia Brachiosauridae basándose en su morfología. Este dinosaurio tiene cavidades en las vértebras sacrales que no tienen conexión con el interior hueco de la vértebra, y por tanto carece de un verdadero pleurocelo. Este rasgo lo relaciona con los braquiosáuridos. Un análisis cladístico fue incapaz de determinar las relaciones exactas de Padillasaurus con otros géneros, por lo cual termina en una politomía de formas basales en la que se incluyen a Padillasaurus, Abydosaurus, Brachiosaurus y Giraffatitan junto con Cedarosaurus y Venenosaurus, que ocasionalmente terminaron siendo taxones hermanos. Padillasaurus carece de una característica típica de los braquiosáuridos de Norteamérica del Cretácico, que es el proceso espinoso de las vértebras anteriores caudales que se inclina levemente hacia adelante; en cambio, este tiene un ángulo dirigido hacia atrás. Es el primer registro de un braquiosáurido del Cretácico de América del Sur; hallazgos previos de ese periodo solo se conocían en Norteamérica. Si bien se conocen restos fragmentarios de posibles braquiosáuridos del Jurásico de la Patagonia argentina, Padillasaurus es el primer miembro oficialmente nombrado del subcontinente. Asimismo, es el braquiosáurido más reciente conocido del antiguo continente de Gondwana.

### Filogenia
Cladograma basado en el análisis de Carballido et al., 2015:
|  | Padillasaurus                                                 |
|  |                                                               |
|  | Brachiosaurus                                                 |
|  |                                                               |
|  | Abydosaurus                                                   |
|  |                                                               |
|  | Giraffatitan                                                  |
|  |                                                               |
|  | \| \| Venenosaurus \| \| \| \| \| \| Cedarosaurus \| \| \| \| |
|  |                                                               |
|  | Venenosaurus                                                  |
|  |                                                               |
|  | Cedarosaurus                                                  |
|  |                                                               |

|  | Venenosaurus |
|  |              |
|  | Cedarosaurus |
|  |              |

No obstante, un estudio publicado en 2017 llegó a la conclusión de que Padillasaurus no era un braquiosáurido, sino un miembro basal del grupo Somphospondyli.